# Dimitrie Negel
Dimitrie Negel (1890 - 1969) a fost un om politic român care a îndeplinit mai multe funcții ministeriale.
A deținut funcția de Mareșal al Palatului Regal în perioada noiembrie 1944 - 30 decembrie 1947. În timpul regimului Antonescu a fost subsecretar de stat la Ministerul Economiei Naționale pentru Aprovizionare (26 mai - 17 noiembrie 1941). Între 22 iulie 1942 și 4 ianuarie 1948 a ocupat postul de administrator al Domeniilor Coroanei.
După arestarea mareșalului Antonescu a îndeplinit funcția de ministru al agriculturii și domeniilor (23 august - 4 noiembrie 1944) și ministru interimar al justiției (4 octombrie - 4 noiembrie 1944) în guvernul Constantin Sănătescu (1). Pentru a colabora cu sovieticii, Dimitrie Negel a fost șantajat cu amenințarea de a fi clasat drept criminal de război. A plecat din țară la 4 ianuarie 1948, împreună cu regele Mihai, și a fost condamnat în contumacie la 10 ani închisoare. În 1954 apare ca autor al unei broșuri intitulate Romanian Agricultural Taxation, publicată de Mid European Studies Center din New York.

## Decorații
- Ordinul „Coroana României” în gradul de Mare Ofițer (7 noiembrie 1941)[9]